# Alajen Vallis
La Alajen Vallis è una formazione geologica della superficie di Venere.
Prende il nome da Alajen, divinità fluviale venerata dai talisci, popolo delle coste sudoccidentali del mar Caspio.